# Mastorawa

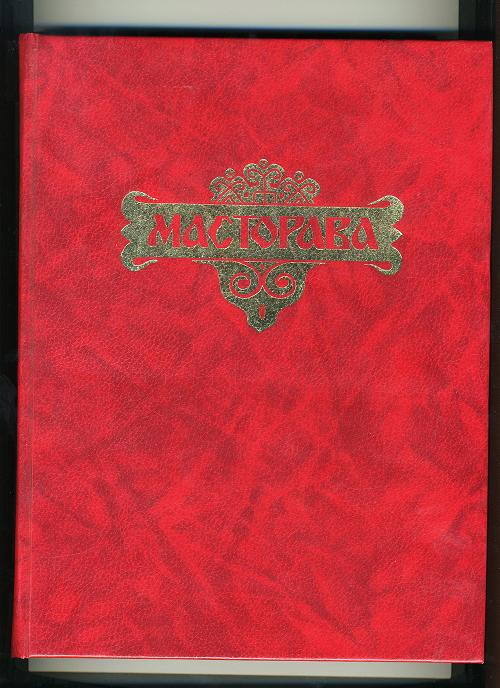
„Mastorawa”

Mastorawa – mordwiński epos spisany przez rosyjskiego filologa Aleksandra Markowicza Szaronowa we współpracy z innymi osobami na podstawie mitologii mordwińskiej i pieśni ludowych.  
W 1994 powstała pierwsza wersja językowa – w języku erzja, w 2001 roku w języku moksza, a w 2004 w języku rosyjskim, która została poszerzona w 2010 roku.

## Nazwa
Mastorawa to połączenie słów „awa” – „matka, kobieta” i „mastor” – „ziemia, kraj”, co tłumaczone jest jako „Matka Ziemia”, „Ojczyzna”. 

## Opis
Mastorawa została napisana na podstawie mitologii mordwińskiej i pieśni ludowych w trzech językach: języku erzja (1994), języku moksza (2001) i języku rosyjskim (2004, wersja poszerzona w 2010 roku). Epos jest bogato ilustrowany przez N.S. Makuszyna. 
Podczas gdy sam epos ukształtował się w IX–XIII w. przed inwazją tatarsko-mongolską, narracja Mastorawy jest kontynuowana i odnosi się również do okresu interakcji z państwem rosyjskim. Mastorawa dzieli się na następujące części: wiek bogów i stworzenia, zwyczaje i tradycje wieku antycznego, wiek Tuszjana i jego odejście, wiek wrogów, nowy wiek rosyjskiej autokracji, prognoza przyszłości Rosjan i ludu Erzja.